# 도마동
도마동(桃馬洞)은 대전광역시 서구에 있는 동이다. 도마동은 법정동 이름이고, 행정동으로는 도마1동과 도마2동이 있다. 도마동과 유천동 사이에는 유등천이 흐르고 있으며, 복수동 사이에는 호남선 철도가 지나간다.

## 역사
조선 시대에는 충청도 공주군에 속했다가, 1914년 행정구역 개편 때 충청남도 대전군 유천면 도마리가 되었다. 1963년 대전시 구역 확장에 따라 도마동으로 대전시에 편입된 뒤, 1979년 행정동인 도마1동과 도마2동으로 분동되었다. 1988년 충청남도 대전시 서구 관할이 되었고, 1989년 대전직할시 서구 도마동을 거쳐, 1995년 대전광역시 서구 도마동이 되었다.

## 도마1동
도마1동은 단독주택이 많고 재래 시장인 도마시장이 있다. 이 곳에는 대전도마초등학교, 대전버드내중학교 등의 학교와 큰 도마변동근린공원이 있다.

## 도마2동
도마2동은 아파트촌과 단독주택이 많다. 서대전여자고등학교, 배재대학교, 대전도마중학교, 대전유천초등학교, 대전삼육초등학교, 대전삼육중학교, 대전제일고등학교, 대전광역시 평생교육문화센터등 10개의 교육기관이 있다. 인접 동으로는 내동, 변동이 있고, 이 곳에서 내동으로 넘어가는 내동고개가 있다.

## 교육
- 대전도마초등학교
- 대전도마중학교
- 대전삼육초등학교
- 대전유천초등학교
- 대전삼육중학교
- 대전버드내중학교
- 대전제일고등학교
- 서대전여자고등학교
- 배재대학교

## 주요 기관
- 대전광역시서부교육지원청
- 대전광역시여성가족원
- 대전지방조달청

## 아파트
| 단지명                       | 건설사                                      | 시행사                                            | 주소 | 입주              | 비고                   |
| ---------------------------- | ------------------------------------------- | ------------------------------------------------- | ---- | ----------------- | ---------------------- |
| 도마 효성타운                | ㈜동성                                      | ㈜동성                                            |      | 1997년 9월        |                        |
| 호반써밋 그랜드센트럴        | 호반건설                                    | 도마·변동11 재정비촉진구역 주택재개발정비사업조합 |      | 2025년 1월        | 도마변동 11구역 재개발 |
| 도마 e편한세상 포레나        | 한화㈜ 건설부문 ㈜디엘이앤씨                | 도마·변동8구역 주택재개발정비사업조합             |      | 2022년 7월        | 도마변동 8구역 재개발  |
| 포레나 대전 월평공원 (2단지) | 한화㈜ 건설부문                             | ㈜교보자산신탁 케이엠개발㈜                       |      | 2026년 5월 (예정) | 1단지는 정림동 소재    |
| 도마 포레나 해모로           | 한화㈜ 건설부문 ㈜에이치제이중공업 건설부문 | 도마·변동9 재정비촉진구역주택재개발정비사업조합   |      | 2027년 3월 (예정) | 도마변동 9구역 재개발  |